# Egernia depressa
Espèce
Synonymes
- Silubosaurus depressus Günther, 1875

Egernia depressa est une espèce de sauriens de la famille des Scincidae.

## Répartition
Cette espèce est endémique d'Australie. Elle se rencontre en Australie-Occidentale, dans le Territoire du Nord et en Australie-Méridionale.

## Description

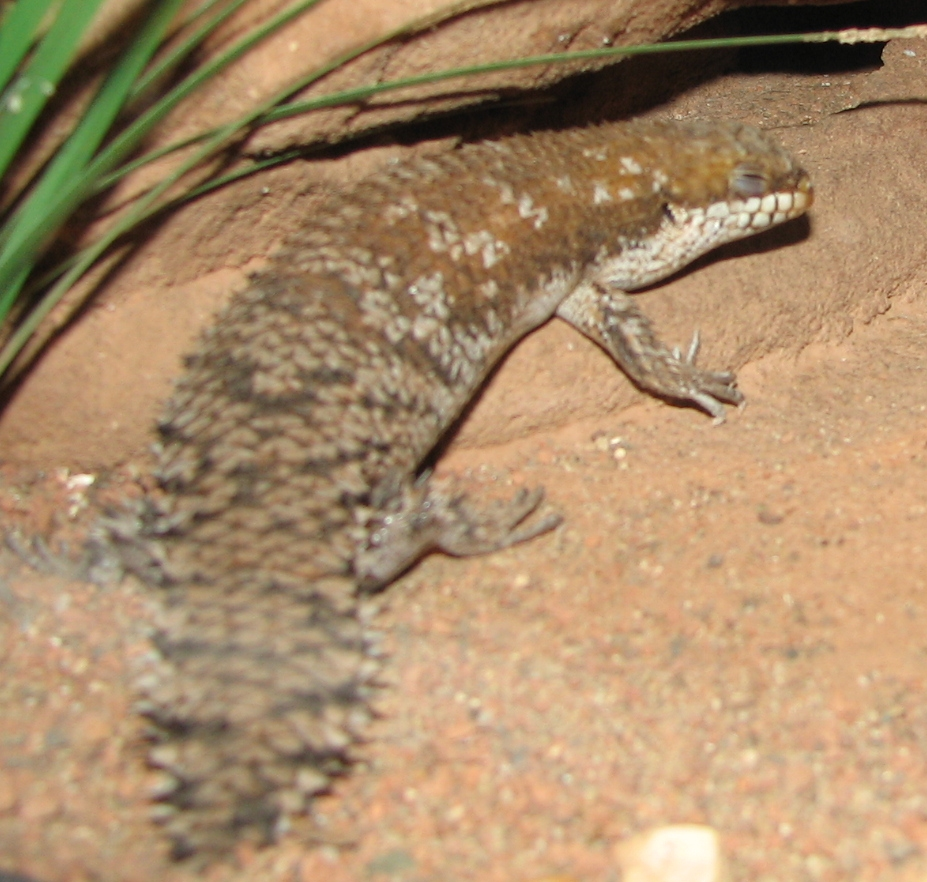

C'est un saurien vivipare.

## Étymologie
Le nom spécifique depressa vient du latin depresus, déprimé, en référence à l'aspect aplati de ce saurien.

## Publication originale
- Günther, 1875 : A list of the saurians of Australia and New Zealand in Richardson & Gray, 1875 : The zoology of the voyage of H.M.S. Erebus and Terror, during the years 1839 to 1843. By authority of the Lords Commissioners of the Admiralty, E. W. Janson, London, vol. 2, p. 9-19 (texte intégral).